# Kościół Narodzenia Najświętszej Maryi Panny w Mikołajewicach
Kościół Narodzenia Najświętszej Maryi Panny – katolicka świątynia parafialna położona w Mikołajewicach.

## Historia
Pierwsza, drewniana świątynia we wsi powstała z fundacji Mikołajewskich w 1420 i nosiła wezwanie Narodzenia Najświętszej Maryi Panny i Świętych Apostołów Piotra i Pawała. Obiekt ten spłonął w 1711. Nowa, obecna świątynia to kościół drewniany, trójnawowy. Jego budowa rozpoczęła się w 1712 z fundacji komornika ziemi „Sierackiej” Piotra Zdzichowskiego. W latach 80. XIX wieku wzniesiono drewnianą dzwonnicę z trzema dzwonami. W 1812 kościół powiększono i dobudowano wieżę. Budowę zakończono w 1872. W 1880 dobudowano murowaną kaplicę.

## Galeria

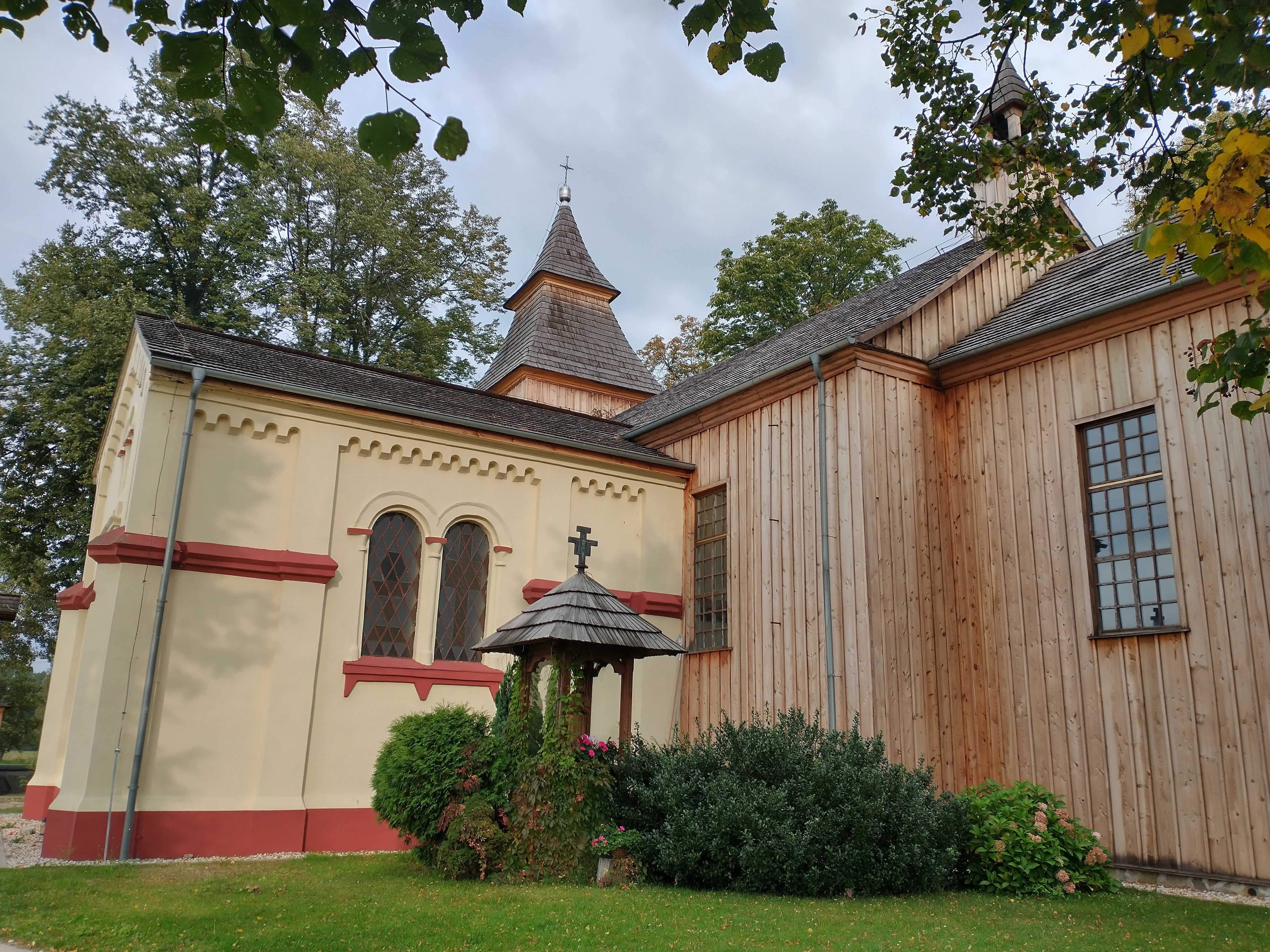
Kaplica murowana z 1880
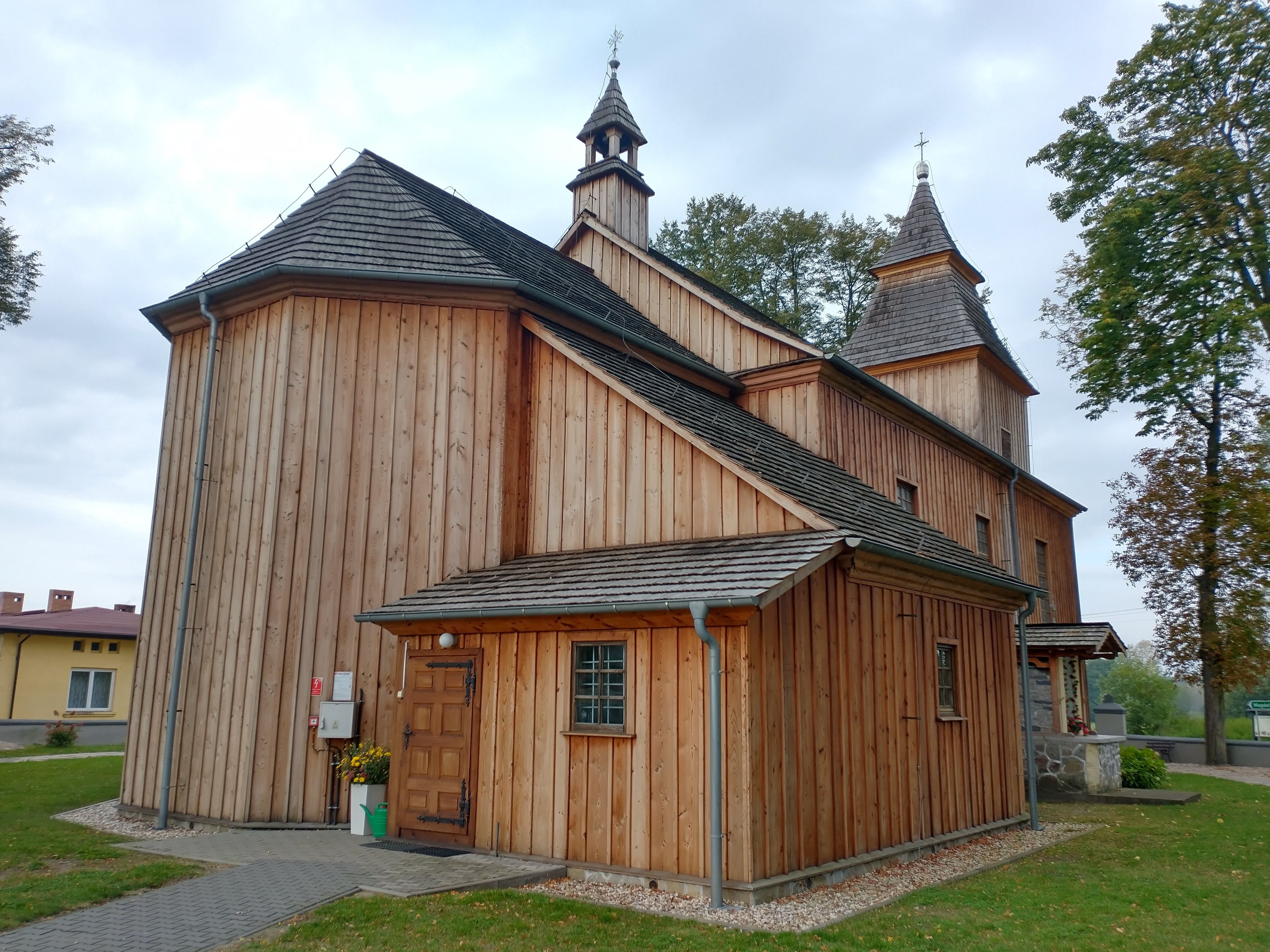
Widok od strony prezbiterium
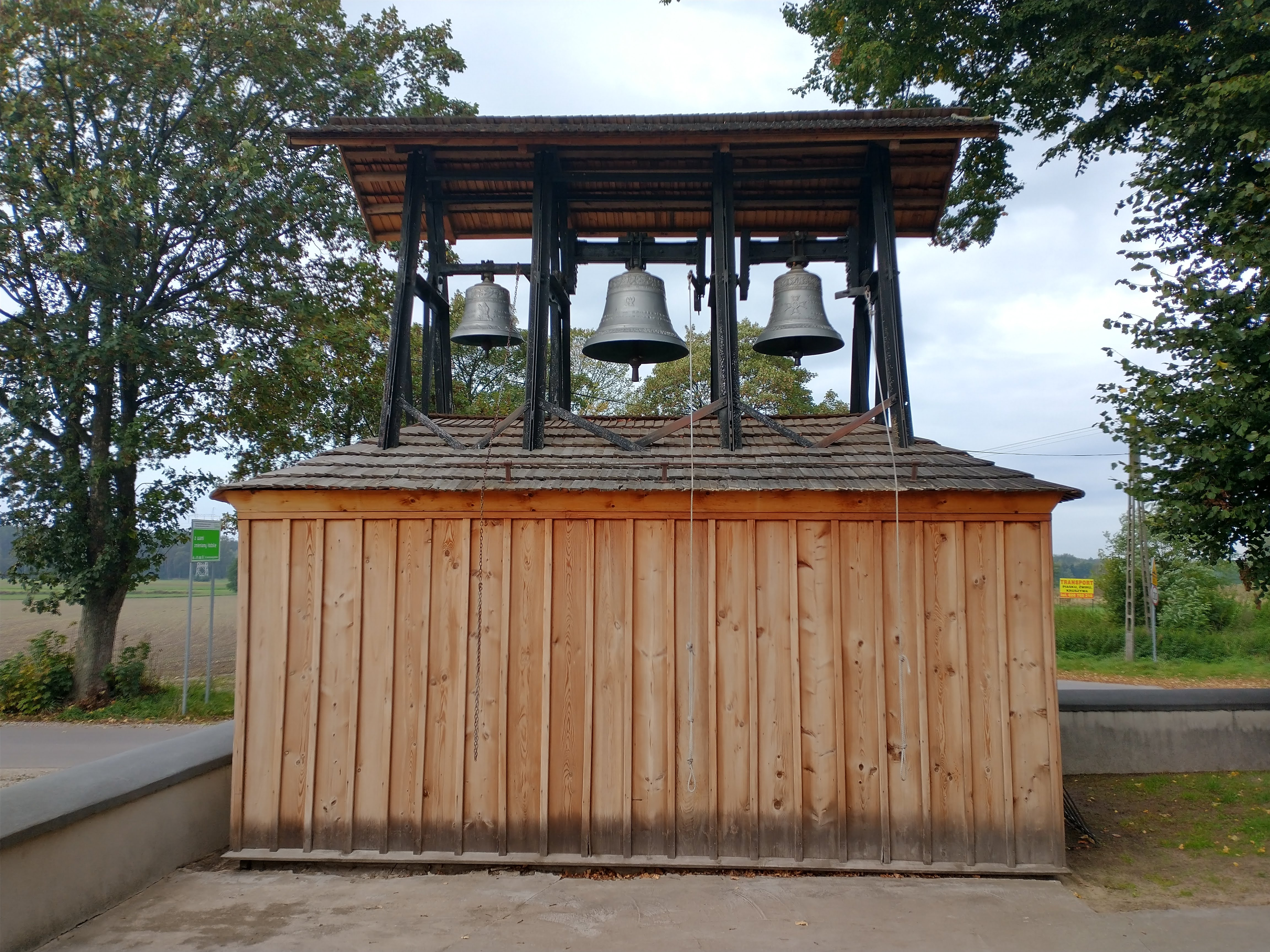
Dzwonnica z lat 80. XIX wieku